# Canton de Corlay
Le canton de Corlay est une ancienne division administrative française, située dans le département des Côtes-d'Armor et la région Bretagne.

## Composition
Le canton de Corlay regroupait les communes suivantes :
- Corlay ;
- Le Haut-Corlay ;
- Plussulien ;
- Saint-Martin-des-Prés ;
- Saint-Mayeux.

## Démographie
| 1962  | 1968  | 1975  | 1982  | 1990  | 1999  | 2006  | 2011  | 2012  |
| ----- | ----- | ----- | ----- | ----- | ----- | ----- | ----- | ----- |
| 4 394 | 4 166 | 3 907 | 3 562 | 3 298 | 3 057 | 3 108 | 3 031 | 3 026 |

## Représentation

### Conseillers généraux de 1833 à 2015
- De 1833 à 1848, les cantons de Corlay, de Gouarec et de Mûr-de-Bretagne avaient le même conseiller général. Le nombre de conseillers généraux était limité à 30 par département[3].

| Date d'élection   | Identité                                         | Parti            | Qualité                                                           |
| ----------------- | ------------------------------------------------ | ---------------- | ----------------------------------------------------------------- |
| 1833-1848         | Eustache-Marie Ollitrault-Dureste (1794-1878)    |                  | Propriétaire au Haut-Corlay                                       |
| 1848-1854         | Henry Marc Prigent                               |                  | Maire de Corlay                                                   |
| 1854-1870         | Joseph-Marie Le Lart de Saint-Ermond (1810-1880) |                  | Juge de paix à Saint-Brieuc, propriétaire à Saint-Hervé           |
| 1870-1871         | Eugène Mathurin Marie Cuven                      | Républicain      | Propriétaire à Saint-Mayeux                                       |
| 1871-1886         | Hyacinthe Joubaire de la Bourgoulière            | Républicain      | Notaire - Maire de Corlay                                         |
| 1886-1889         | Paul Gaston Fraboulet (1836-1897)                | Républicain      | Ancien juge d'instruction à Saint-Brieuc                          |
| 1889-1892         | Gustave Fraval                                   | Droite royaliste | Propriétaire, Le Haut-Corlay                                      |
| 1892-1904         | Théodore Ruchon (1857-1910)                      | Rad.-Socialiste  | Négociant, maire de Corlay                                        |
| 1904-1910         | François Le Cocq (1858-?)                        | Conservateur     | Notaire à Corlay                                                  |
| 1910-1922 (décès) | Eugène Cuven (fils d'Edouard Cuven)              | AD               | Propriétaire-agriculteur Député (1921-1922) maire de Saint-Mayeux |
| 1922-1940         | Pierre-François Sérandour                        | Rad.ind.         | Agriculteur Maire de Plussulien Député (1924-1928)                |
|                   |                                                  |                  |                                                                   |
| 1945-1949         | Georges Jaglin (1912-1994)                       | app.PCF          | Cultivateur Maire de Plussulien (1945-1977)                       |
| 1949-1961         | Eugène Cuven                                     | MRP              | Cultivateur, adjoint au maire de Saint-Mayeux                     |
| 1961-1979         | Léon Sérandour                                   | PSU puis PS      | Cultivateur Maire de Saint-Mayeux                                 |
| 1979-1985         | Roger Turmel                                     | PS               | Maire de Corlay (1995-2014)                                       |
| 1985-2004         | Christian Le Riguier                             | UDF              | Garagiste Maire de Saint-Martin-des-Prés                          |
| 2004-2011         | Guy Quéré                                        | PS               | Agriculteur Maire de Saint-Mayeux                                 |
| 2011-2015         | Jean Le Cam                                      | MoDem            | Agriculteur Adjoint au maire de Corlay                            |

### Conseillers d'arrondissement (de 1833 à 1940)
Le canton de Corlay faisait partie de l'arrondissement de Loudéac jusqu'à sa disparition en 1926.
| Période | Période      | Identité                                    | Étiquette   | Qualité                                                                                      |
| --- | ------------ | ------------------------------------------- | ----------- | -------------------------------------------------------------------------------------------- |
| Les données manquantes sont à compléter.                                                                    |              |                                             |             |                                                                                              |
| 1833 | 1839         | Jean François Saffray père                  |             | Notaire à Loudéac                                                                            |
| 1839 | 1848         | Jérôme Marie Calvary (de) Tilan (1784-1868) |             | Avocat, propriétaire, maire de Mûr                                                           |
| 1848 | 1852         | Stanislas Menguy (1803-1868)                |             | Notaire à Saint-Mayeux                                                                       |
| 1852 | 1856 (décès) | Mathieu Le Bigot (1808-1856)                |             | Chirurgien, propriétaire, maire de Corlay                                                    |
| 1856 | 1861         | Victor Menguy (1831-1883)                   |             | Notaire, propriétaire à Saint-Mayeux                                                         |
| 1861 |              | Jacques Pochon                              |             | Maire de Saint-Martin-des-Prés                                                               |
| |              |                                             |             |                                                                                              |
| | 1888 (décès) | M. Prigent                                  |             |                                                                                              |
| |              |                                             |             |                                                                                              |
| 1901 | 1907         | Augustin Fraboulet                          | Républicain | Propriétaire-agriculteur au Haut-Corlay                                                      |
| 1907 | 1910         | Édouard Cuven                               | Rad.        | Ingénieur agricole de l'Ecole nationale d'agriculture de Rennes, propriétaire à Saint-Mayeux |
| 1910 | 1913         | Jean-Baptiste Jaglin                        |             | Propriétaire à Plussulien                                                                    |
| 1913 | 1931         | Eugène Pérennès                             | Libéral     | Cultivateur à Plussulien                                                                     |
| 1931 | 1937         | Arthur Le Falher                            | PDP         | Médecin, conseiller municipal de Plussulien                                                  |
| 1937 | 1940         | Eugène Ollivier                             | Rad.        | Cultivateur à Saint-Mayeux                                                                   |
| Les conseils d'arrondissement ont été suspendus par la loi du 12 octobre 1940 et n'ont jamais été réactivés |              |                                             |             |                                                                                              |